# Xenarchos (Komödiendichter)
Xenarchos war ein antiker griechischer Komödiendichter. Er lebte in der zweiten Hälfte des 4. Jahrhunderts v. Chr. und war ein Vertreter der „Mittleren“ Komödie.
Von Xenarchos sind nur acht Stücktitel sowie 14 bei Athenaios erwähnte Fragmente überliefert. Die Titel sind typisch für ihre Zeit. Die überlieferten Fragmente sind zum Teil recht derb und spielen nicht selten im sexuellen Bereich. Im ersten Fragment, das zu einem Stück mit dem Titel Butalion gehörte, beklagte sich der Titelheld – wahrscheinlich ein Sklave – darüber, dass kein Mittel der Impotenz seines Herrn abhelfen kann. Im vierten, zum Stück Der Fünfkämpfer (Πένταθλος, Pentathlos) gehörenden Fragment singt ein Hurenwirt ein Loblied auf die Prostitution und die Sicherheit der käuflichen Liebe im Vergleich zum Dasein eines moichos (Ehebrechers). Fragment sieben mit dem Namen Porphyra (Πορφύρα) beschreibt die faulen Tricks der Fischhändler. Porphyra ist möglicherweise der Name einer Hetäre.